# Єлизаветино (Сеченовський район)
Єлизаветино (рос. Елизаветино) — присілок в Сеченовському районі Нижньогородської області Російської Федерації.
Населення становить 25 осіб. Входить до складу муніципального утворення Василєвська сільрада.

## Історія
Від 2009 року входить до складу муніципального утворення Василєвська сільрада.

## Населення
| 2002 | 2010 |
| ---- | ---- |
| 47   | ↘25  |